# Tron: Maze-A-Tron
Tron: Maze-A-Tron, parfois désigné par Tron : Le Labyrinthe ou Le Labyrinthe de Tron dans les éditions destinées aux marchés francophones, est un jeu vidéo développé et édité par Mattel Electronics, sorti en 1982 sur la console Intellivision,. Un portage sur Atari 2600 était prévu, mais donna finalement lieu à un jeu complètement différent : Adventures of Tron. Il fait partie d'une série de 3 jeux (avec Deadly Discs et Solar Sailer) tirés du film Tron produit par Walt Disney Pictures.

## Synopsis
Le joueur incarne Flynn, un jeune programmeur transporté au cœur d'un ordinateur afin de trouver et de démanteler le MCP assoiffé de pouvoir qui essaye de contrôler la race humaine.

## Système de jeu
Le jeu se joue à la manette. Le disque directionnel permet de déplacer Flynn ou le viseur du fusil.
Une partie se déroule en plusieurs manches. Chacune comprend deux phases : le Labyrinthe (phase I) et le MCP (phase II).
- Phase I : Flynn doit évoluer dans un labyrinthe symbolisant les circuits internes de l'ordinateur, en accumulant de l'énergie pour « remettre à zéro les microplaquettes RAM ». Il rencontre sur son parcours différentes « microplaquettes d'ordinateur » qui sont autant de bonus, de malus, ou de dangers à éviter. Des reconnaisseurs, véhicules emblématiques du film, incarnant le système de défense de l'ordinateur, patrouillent et se mettent à pourchasser Flynn s'il passe à proximité.
- Phase II : Le joueur doit identifier les « paires de bits » correctes et les « faire passer au noir » en tirant dessus avec son « fusil à bits », tout en évitant les rayons lasers sortant des yeux du MCP.

La partie reprend ensuite à la phase I avec une difficulté augmentée.

## Réception
La complexité du gameplay nécessitant une notice d'utilisation imposante (25 pages) et l'introduction de plusieurs termes de l'informatique ou de l'électronique (entrée-sortie, bus, microplaquettes, code binaire, RAM, résistances, pile...) pour coller à l'univers du film a pu rebuter les joueurs. Electronic Fun with Computer & Games juge le jeu ennuyeux, malgré des graphismes exceptionnels, et ironise en précisant que le véritable défi d'un jeu devrait être dans son gameplay et non dans la compréhension de son manuel d'instructions.
Electronic Games donne au contraire un coup de chapeau à Mattel pour cet excellent jeu qui nécessite plusieurs sessions d'entraînement pour se laisser maîtriser.